# Gilbert Keith Chesterton
Gilbert Keith Chesterton, spesso citato come G. K. Chesterton (Londra, 29 maggio 1874 – Beaconsfield, 14 giugno 1936), è stato uno scrittore e giornalista britannico.
Chesterton è considerato uno dei maggiori rappresentanti cattolici della storia della letteratura.

Firma di G.K Chesterton

Scrittore estremamente prolifico e versatile, scrisse oltre ottanta libri, centinaia di poesie e racconti e numerose opere teatrali. Egli è anche noto per essere il creatore della popolare serie con protagonista la figura di padre Brown.
Egli utilizzò molto il paradosso e la polemica, contribuendo inoltre alla teoria economica del distributismo, che teorizzò con l'amico e collega Hilaire Belloc. Con quest'ultimo, Chesterton formò un sodalizio intellettuale e umano, spesso definito Chesterbelloc, che divenne simbolo di un sofisticato ed originale pensiero cattolico.

## Biografia

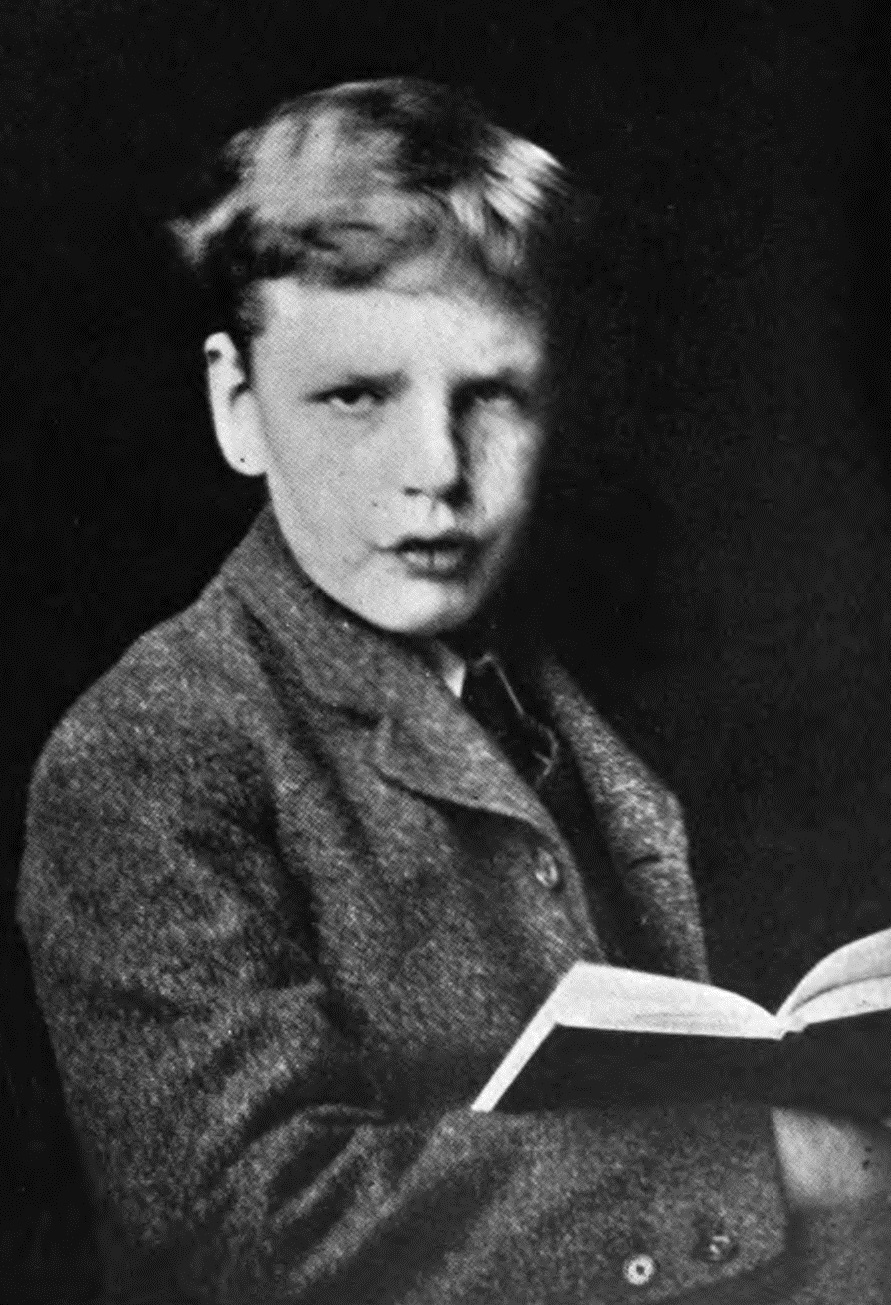
Gilbert all'età di 13 anni.

(Gilbert Keith Chesterton, La mia fede)

### Infanzia e studi
Chesterton nacque a Londra il 29 maggio 1874 da una famiglia borghese di confessione anglicana ma che successivamente aderì alla Chiesa Unitariana. Il padre era Edward Chesterton, originale agente immobiliare in società con il fratello, la madre era Marie-Louise Grosjean, figlia di un predicatore laico calvinista svizzero e di una donna scozzese che aprì al nipote Gilbert il mondo delle fiabe, cui questi rimarrà legato per sempre.
Ebbe una sorella, morta in tenera età, ed il fratello Cecil, più giovane di lui di cinque anni, con cui costituì un sodalizio culturale oltre che familiare notevolissimo. Alla nascita del fratello Chesterton riferisce —nella sua autobiografia— di aver detto soddisfatto: «Finalmente avrò un pubblico a cui parlare».

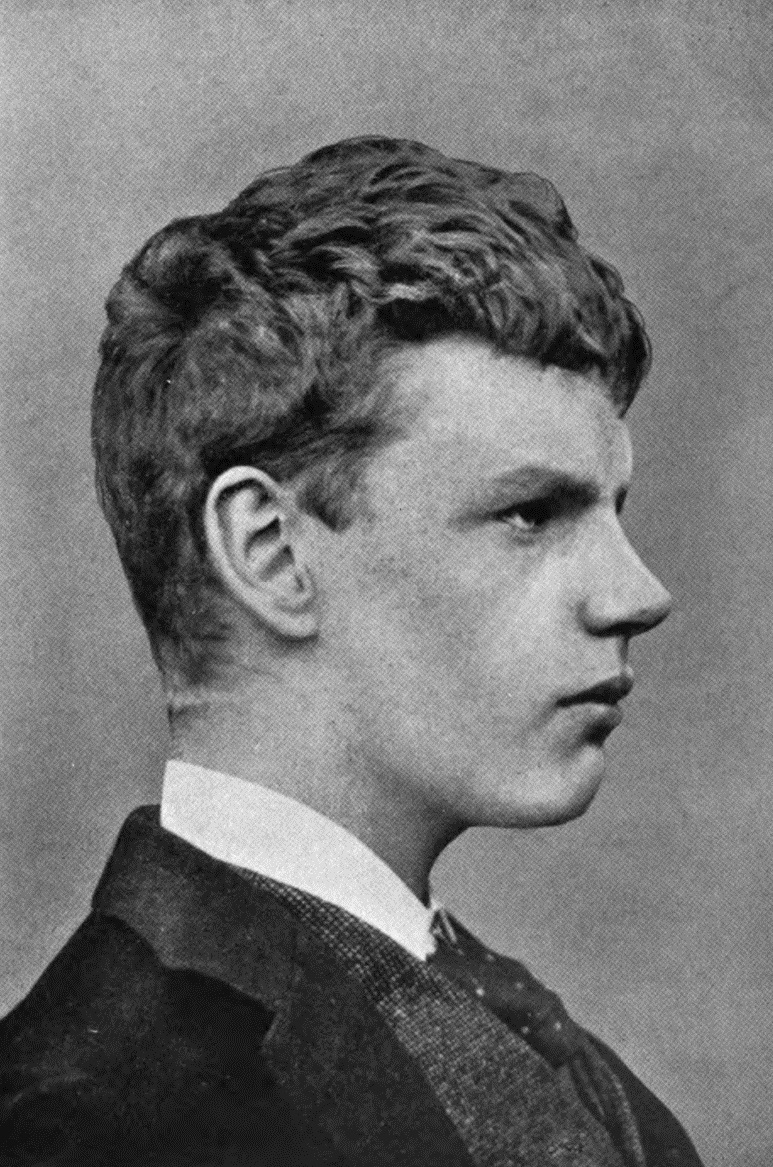
Chesterton all'età di 17 anni.

Gilbert impara a leggere piuttosto tardi, e nei primi anni di vita viene considerato di intelletto non molto sveglio. Viene educato alla St Paul's School, quindi frequenta la Slade School of Art dove studia pittura e, in seguito, l'University College di Londra, che però abbandonerà senza aver conseguito la laurea.

### Depressione e rinascita
A vent'anni, complici l'insuccesso universitario, l'allontanamento dai rapporti di amicizia del periodo scolastico e l'insorgere di tante domande sulla vita, Chesterton viene colpito da una grave forma di depressione e da una crisi di scetticismo durante la quale si avvicina al solipsismo e allo spiritismo. Ne parlerà esplicitamente anche nella sua Autobiografia. Superata questa grave crisi attraverso le letture, in particolare del Libro di Giobbe, si assiste ad una vera e propria rinascita e al suo ritorno al cristianesimo.

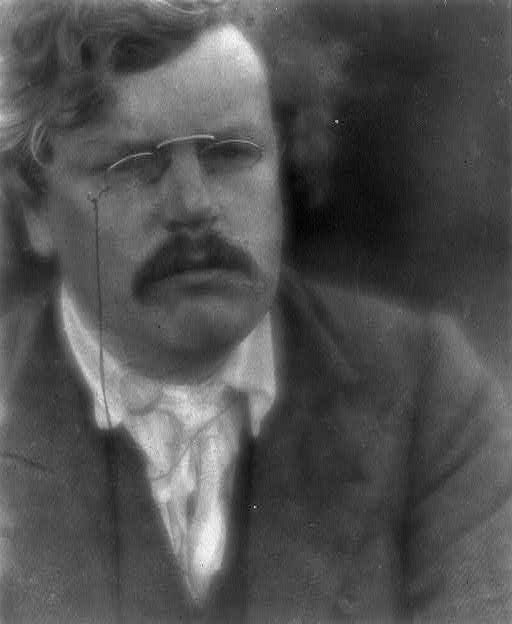
Chesterton fotografato nel 1905.

Nel 1895 Chesterton inizia a lavorare per l'editore londinese Redway e per T. Fisher Unwin. Molti suoi lavori, poi raccolti nel volume dal titolo The defendant (l'opera, il cui titolo significa letteralmente L'imputato, è stata inizialmente tradotta in italiano come Il bello del brutto) vengono pubblicati in giornali come The Speaker, il Daily News, l'Illustrated London News, l'Eye Witness, il New Witness (questi ultimi due sono fogli a cui diede vita Chesterton stesso, il primo con suo fratello Cecil e Hilaire Belloc, il secondo con Belloc dopo la morte a causa della prima guerra mondiale di suo fratello Cecil), e nel settimanale che egli dirige personalmente per undici anni, il GK's Weekly.
Nel 1900 scrive la sua prima raccolta di poesie, The Wild Knight, a cui seguiranno articoli di critica letteraria sullo Speaker e sul Daily News. L'anno seguente sposa Frances Blogg. Nel 1905 pubblica Eretici. Tre anni dopo, nel 1908, scrive Ortodossia, forse il suo saggio più importante, una sorta di autobiografia filosofica, che continua in parte tematiche apparse nell'opera del 1905. Nel 1909 si trasferisce con la moglie a Beaconsfield dove vivrà fino alla morte.
Tra il 1911 e il 1936 Chesterton inizia a scrivere i racconti di padre Brown (molti dei quali ancora inediti).
Nel 1914 una grave malattia gli fa rischiare la vita.
Dopo lo scoppio della prima guerra mondiale Chesterton fonda con lo scrittore Hilaire Belloc la Lega distributista allo scopo di aiutare lo sviluppo della piccola proprietà e della piccola industria mediante la divisione e la ridistribuzione delle grandi proprietà latifondiste. Di Belloc fu molto amico, tanto che George Bernard Shaw coniò il termine "Chesterbelloc" per indicare il loro sodalizio letterario e di amicizia.

### Conversione al cattolicesimo
(G.K Chesterton)
Nel 1922 Chesterton lascia l'anglicanesimo e si converte al cattolicesimo a cui da molti anni si era già avvicinato, anche grazie all'amicizia di padre John O'Connor (il sacerdote irlandese che gli ispirerà il personaggio di padre Brown) e di Hilaire Belloc. Viene battezzato da Vincent McNabb, padre domenicano, anche lui fervente distributista ed irlandese come padre O'Connor.
Nel 1934, dopo aver ricevuto diverse lauree honoris causa dalle Università di Edimburgo, Dublino e di Notre Dame, gli viene conferito il titolo di cavaliere dell'Ordine di San Gregorio Magno.
Lontano da ogni forma di irenismo e di ottimismo mondano, denunciò la scristianizzazione della modernità, più dovuta allo smarrimento della ragione che della morale: «Il mondo moderno ha subìto un tracollo mentale, molto più consistente del tracollo morale».

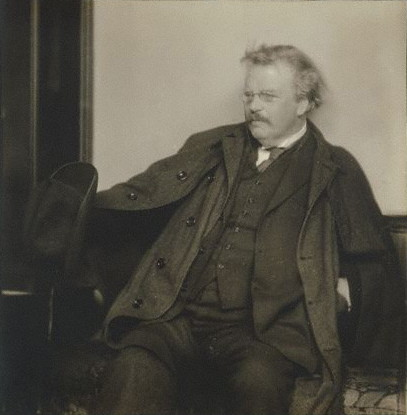
G.K Chesterton negli anni '20

### Scomparsa
Chesterton morì la mattina del 14 giugno 1936 di insufficienza cardiaca, dopo quella che lui definì "una vita immeritatamente felice". Ad assisterlo, nei due giorni precedenti la morte, sua moglie Frances Blogg, la segretaria Dorothy Collins (una sorta di figlia per i Chesterton) e alcuni amici: padre John O'Connor, che diceva messa per la sua guarigione; padre Vincent McNabb, che cantò secondo l'antico uso domenicano il Salve Regina e che, vedendo sul tavolo la penna con cui Gilbert aveva scritto migliaia di pagine, la prese e la benedisse; monsignor Smith, il suo parroco, che gli impartì l'estrema unzione e l'eucaristia.
Le ultime parole, il giorno prima della morte, furono per la moglie ("ciao, mia amata") e per la segretaria ("ciao, cara"). La sua bara, troppo grande per essere trasportata per le scale (Gilbert era alto circa un metro e novanta e pesava oltre centotrenta chilogrammi), dovette essere calata dalla finestra. Il funerale si svolse a Beaconsfield e seguì circa un mese dopo una messa celebrata nella cattedrale di Westminster; il panegirico fu pronunciato da mons. Ronald Knox, anche lui convertito e scrittore di gialli.
Chesterton è sepolto nel cimitero cattolico di Beaconsfield, situato vicino alla Chiesa parrocchiale di Santa Teresa del Bambin Gesù, nel Buckinghamshire.
Papa Pio XI inviò un telegramma al capo della gerarchia ecclesiastica in Inghilterra in cui si diceva che il Papa pregava e piangeva la morte di colui che definiva "devoto figlio della Santa Chiesa, difensore ricco di doti della Fede Cattolica" (una parte dell'espressione usata dal papa suonava in latino defensor fidei). Era la seconda volta che un Papa dava il titolo di Difensore della Fede a un inglese (la prima era stata da parte di papa Leone X a Enrico VIII). I giornali laici non vollero pubblicare per intero il telegramma del Papa, perché dava ad un suddito un titolo che spetta al re d'Inghilterra.

## Posterità e influenza culturale
- Chesterton fu il destinatario postumo di una delle lettere immaginarie del volume Illustrissimi di Albino Luciani, poi divenuto papa Giovanni Paolo I[20].
- A Chesterton è intitolato il cratere Chesterton su Mercurio[21].
- Lo scrittore agnostico Jorge Luis Borges, lo scrittore cattolico J. R. R. Tolkien ed il politico marxista Antonio Gramsci furono grandi appassionati di Chesterton[22][23]. In particolare, Borges disse:

- Gli scritti di Chesterton contribuirono alla conversione di Clive Staples Lewis al cristianesimo[25], mentre il romanzo L'uomo che fu Giovedì, e altri suoi scritti, furono di ispirazione per il patriota irlandese Michael Collins[26].
- Mohandas Gandhi si disse interessato ad un articolo pubblicato sull'Illustrated London News riguardante il movimento d'indipendenza indiano[27].
- Nel loro speciale concerto in streaming di San Patrizio del 17 marzo 2020, i Dropkick Murphys hanno suonato con una grande fotografia di Chesterton sulla gran cassa della batteria. Il batterista del gruppo Matt Kelly ha infatti dichiarato in un'intervista che Chesterton è stato un uomo grandioso, di una volontà ferrea e di una morale solida a differenza di tanti opinionisti blasonati dei nostri giorni. Rispettava i suoi oppositori, anche quelli che avevano punti di vista diametralmente contrari.[28]

## Processo di canonizzazione
La Società Chestertoniana Argentina ha proposto ripetutamente alla Chiesa cattolica che venisse avviato l'iter di canonizzazione di Chesterton. Il cardinale Jorge Mario Bergoglio, tre giorni prima di salire al soglio di Pietro, ha approvato, per uso privato, la versione spagnola di una preghiera d'intercessione allo scrittore inglese, composta originariamente in inglese sul modello di una orazione al futuro beato, ora santo, John Henry Newman, diffusa in Canada negli anni 1930.
L'indagine per una possibile apertura di una causa di beatificazione di Chesterton è iniziata il 1º agosto 2013, per iniziativa del vescovo britannico Peter John Haworth Doyle. La prospettata eventuale apertura del processo di canonizzazione ha generato forti critiche negli ambienti legati alle comunità ebraiche in virtù del presunto antisemitismo di Chesterton, come gli articoli di Oliver Kamm e Geoffrey Alderman apparsi nel 2013 sul quotidiano londinese The Jewish Chronicle.
Nell'aprile del 2019 il vescovo inglese Doyle ha comunicato che la causa di canonizzazione di Chesterton non sarebbe proseguita:
Le motivazioni del vescovo hanno ricevuto critiche da parte cattolica. Secondo i critici, Chesterton ha un séguito amplissimo e fedele diffuso in tutto il mondo; la sua spiritualità è chiara, individuabile; le accuse di antisemitismo sono pregiudizievoli, superficiali o apertamente infondate.
La Chiesa episcopale degli Stati Uniti d'America, parte della Comunione anglicana, ha deciso invece di commemorare Chesterton il 14 giugno di ogni anno.

## L'attività di scrittore e pensatore
(G.K. Chesterton, Ortodossia)
Chesterton è stato giornalista, polemista e scrittore fertilissimo; in trent'anni ha infatti scritto quasi cento libri tra cui alcuni saggi e biografie (su Charles Dickens, Francesco d'Assisi e Tommaso d'Aquino), composto poesie, opere teatrali (Magia), romanzi, racconti brevi, un numero difficilmente calcolabile di articoli di giornale (firmati GKC) e partecipato a numerose dispute con H. G. Wells e George Bernard Shaw. È stato uno degli scrittori più prolifici del Novecento. È inoltre uno dei pochi intellettuali ad avere avuto il coraggio di opporsi pubblicamente alla guerra boera. Quando gli fu commissionato di scrivere un libro su san Tommaso d'Aquino, mandò la segretaria a scegliere una pila di libri su san Tommaso in biblioteca, aprì il primo in cima alla pila, lo scorse con il dito, lo chiuse e procedette a dettare un libro su san Tommaso. Scrisse questo libro in contemporanea ad altri, per cui, mentre dettava gli altri libri alla Collins che li dattilografava, ogni tanto intercalava e chiedeva: "Vogliamo fare un po' di Tommy?", riferendosi alla biografia del Santo Aquinate. Il riconosciuto studioso tomistico Étienne Gilson ne disse: "Lo considero senza possibilità di paragone il miglior libro mai scritto su san Tommaso. Nulla di meno del genio può rendere ragione di un tale risultato...". Oltre alla filosofia del santo della Scolastica, presenta ragionamenti di Chesterton e caustici aforismi:

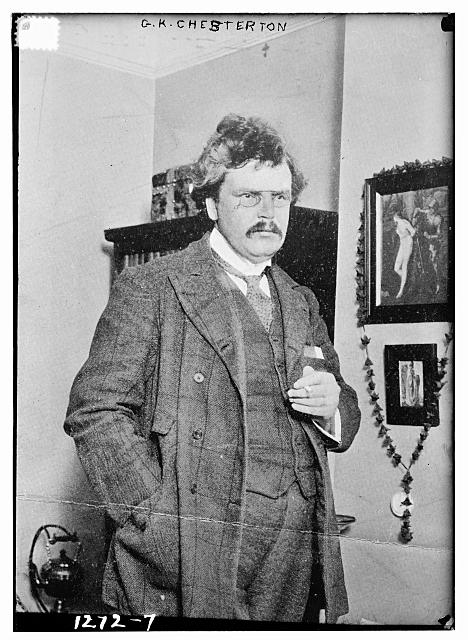
Fotografia di Chesterton

Collaborò, tra l'altro, alle riviste italiane La Ronda (animata tra gli altri da Emilio Cecchi, che lo incontrò e intervistò più volte) e Il Frontespizio.
Chesterton è stato un oppositore del movimento popolare delle cd. suffragette, che rivendicava l'estensione del diritto di voto alle donne che all'epoca (primi anni del Novecento) ne erano prive, avendo tra l'altro affermato, nel proprio libro "Cosa c'è di sbagliato nel mondo" (1910), che la maggior parte delle donne in realtà non avrebbe desiderato votare considerando la partecipazione alla politica indegna della propria identità sessuale, e che quindi sarebbe stato un atto di democrazia negare il voto alle donne. Anche nella raccolta di articoli e saggi intitolata "All things considered" (1908) Chesterton sostiene che la rappresentazione popolare delle suffragette come donne brutte e sciatte sarebbe stata erronea, ma che l'istinto ad essa sottostante sarebbe stato invece giusto, in quanto alla base del movimento vi sarebbe la volontà di rendere la donna priva di dignità e grottesca.

### Critica letteraria e ricerca filosofica
Gli scritti di Chesterton sono spesso definiti brillanti, arguti, umoristici e spesso anche paradossali, soprattutto quando si tratta di commentare la politica, l'economia, la filosofia, la teologia. In particolare la sua critica letteraria e filosofica ha fatto sì che Chesterton venisse spesso accostato a scrittori come Charles Dickens, Oscar Wilde, il suo contemporaneo ed amico George Bernard Shaw e Samuel Butler.
Ciò che tuttavia lo contraddistingue è il fatto di pervenire a conclusioni spesso diametralmente opposte rispetto ai suoi predecessori e ai suoi contemporanei. In Eretici ad esempio, parlando di Oscar Wilde, Chesterton scrive: "La stessa lezione (di chi cerca pessimisticamente il piacere fine a se stesso) viene dalla desolata filosofia di Oscar Wilde. È la religione del carpe diem; ma la religione del carpe diem non è la religione della gente felice, ma delle persone estremamente infelici. La gioia non coglie i boccioli di rosa mentre ancora può farlo; i suoi occhi fissano la rosa immortale che vide Dante". Su Marx e Aldous Huxley scrisse invece:
Questa ricerca intellettuale si fa più intensa ne L'uomo che fu Giovedì (1908) in cui all'ideale della creazione di un mondo nuovo da parte di uno strano gruppo di sette anarchici che hanno gli stessi nomi dei giorni della settimana, viene contrapposto quello della ricerca della felicità intesa come il vero compimento dell'uomo, dello scontro tra il bene e il male: "Il male è troppo grande e non possiamo fare a meno di credere che il bene sia un accidente, ma il bene è tanto grande che sentiamo per certo che il male potrà essere spiegato".
Lo scontro tra bene e male diventa perciò in Chesterton uno scontro anche tra ottimismo laico e ottimismo cristiano. Così infatti scrive in Ortodossia (1908): "Tutto l'ottimismo di quest'epoca è stato falso e scoraggiante, per questa ragione: che ha sempre cercato di provare che noi siamo fatti per il mondo. L'ottimismo cristiano invece è basato sul fatto che noi non siamo fatti per il mondo".Una delle teorie di Shaw che Chesterton non poteva accettare fu quella del Superuomo. A riguardo di Friedrich Nietzsche, in particolare delle sue teorie espresse in volumi come La gaia scienza, Così parlò Zarathustra, L'anticristo e La volontà di potenza, si espresse criticamente, definendo Nietzsche come un ripropositore di vecchie teorie (ad esempio dei sofisti come Trasimaco) già scartate dal cristianesimo e da grandi letterati come Shakespeare, polemizzando quindi coi sostenitori della presunta novità che il filosofo dello Zarathustra rappresenterebbe nel pensiero occidentale:
In Ortodossia, a proposito del suo amico George Bernard Shaw, il rappresentante della nuova scuola di pensiero dell'umanitarismo, Chesterton scrive:
E in Eretici (1905):

### Critica del romanzo poliziesco
Oltre ad essere l'autore della serie di Padre Brown, Chesterton ha dedicato numerosi scritti alla critica del genere poliziesco. Alcuni di brevi saggi sono raccolti in due volumi editi in italiano: L'imputato e Come si scrive un giallo.

### Padre Brown
Lo stesso amore per l'uomo, per l'uomo a tutto tondo, con i suoi difetti, le sue debolezze, ma anche con la sua capacità di amare che nessun accadimento umano potrà mai spegnere ravvisato da alcuni critici secondo gli stessi è presente nei racconti di padre Brown. Il personaggio di padre Brown, modellato su quello di padre O'Connor, un sacerdote che ebbe grande parte nella sua conversione al cattolicesimo, è infatti, sotto l'apparenza umile e quasi sciatta, non solo una persona dotata di grande empatia fino al punto di immedesimarsi col criminale ("Io sono dentro un uomo. [...] aspetto di essere dentro un assassino [...] finché penso i suoi stessi pensieri, e lotto con le sue stesse passioni, [...] finché vedo il mondo con i suoi stessi biechi occhi [...]. Finché anch'io divento veramente un assassino."), ma anche un uomo capace di bontà, di misericordia perché in grado di riconoscere che ogni uomo contiene in sé sia il bene che tutto il male ("Io non ho proprio ucciso quegli uomini materialmente. Intendo dire che ho pensato e ripensato come un uomo possa diventare così, finché non mi resi conto che ero simile a lui, in tutto, eccetto che nella volontà di compiere l'azione finale").Ma soprattutto padre Brown è un amante della verità, un acuto osservatore della realtà che non teme di guardare il male negli occhi in quanto è sicuro che il bene sia sempre più grande del male e quindi in grado di affrontarlo e di sconfiggerlo. Molti critici giudicheranno l'opera giallistica di Chesterton superiore a quella di Arthur Conan Doyle:
(Antonio Gramsci, Lettere dal carcere)
Altri commentatori tuttavia hanno criticato i racconti di Padre Brown dal punto di vista narrativo e stilistico. Così Oliver Kamm nel quotidiano The Jewish Chronicle osserva che i racconti di Padre Brown "come racconti polizieschi non funzionano. Si basano infatti sulle intuizioni di Padre Brown sul peccato e spesso su espedienti narrativi che sono sconosciuti al lettore sino allo scioglimento della storia". Imogen Russel Williams su "The Guardian" del 4 maggio 2016, pur manifestando il proprio apprezzamento per alcuni aspetti dei racconti, ha espresso disagio per gli stereotipi razziali negativi in essi contenuti (ad esempio,espressioni come "L'uomo giallo" per indicare un orientale, oppure con riferimento a un personaggio di origine africana, "Il popolare negro...che fa mostra dei suoi denti da scimmia").
Chesterton pubblicò 5 volumi dedicati ai racconti di padre Brown:
- L'innocenza di padre Brown (The innocence of Father Brown, 1911)
  - La croce azzurra (The blue cross)
  - Il giardino segreto (The secret garden)
  - Gli strani passi (The queer feet)
  - Le Stelle Volanti (The Flying Stars)
  - L'uomo invisibile (The invisible man)
  - L'onore di Israel Gow (The honour of Israel Gow)
  - La forma errata (The wrong shape)
  - I peccati del principe Saradine (The sins of prince Saradine)
  - Il martello di Dio (The hammer of God)
  - L'occhio di Apollo (The eye of Apollo)
  - All'Insegna della Spada Spezzata (The Sign of the Broken Sword)
  - I tre strumenti di morte (The three tools of death)
- La saggezza di padre Brown (The wisdom of Father Brown 1914)
  - L'assenza del signor Glass (The absence of mr. Glass)
  - Il Paradiso dei Ladri (The Paradise of Thieves)
  - Il duello del dottor Hirsch (The duel of dr. Hirsch)
  - L'uomo nel vicolo (The man in the passage)
  - L'errore della macchina (The mistake of the machine)
  - La testa di Cesare (The head of Caesar)
  - La parrucca violacea (The purple wig)
  - La morte dei Pendragon (The perishing of the Pendragons)
  - Il dio dei gong (The god of the gongs)
  - L'insalata del colonnello Cray (The salad of colonel Cray)
  - Lo strano delitto di John Boulnois (The strange crime of John Boulnois)
  - La favola di padre Brown (The fairy tale of Father Brown)
- L'incredulità di padre Brown (The incredulity of Father Brown, 1926)
  - La resurrezione di padre Brown (The resurrection of Father Brown)
  - La freccia del destino (The arrow of even)
  - L'oracolo del cane (The oracle of the dog)
  - Il miracolo della Mezzaluna (The miracle of Moon Crescent)
  - La maledizione della croce d'oro (The curse of the golden cross)
  - Il pugnale alato (The dagger with wings)
  - La maledizione dei Darnaway (The doom of the Darnaways)
  - Lo spettro di Gideon Wise (The ghost of Gideon Wise)
- Il segreto di padre Brown (The secret of Father Brown, 1927)
  - Il segreto di padre Brown (The secret of Father Brown)
  - Lo specchio del magistrato (The mirror of the magistrate)
  - L'uomo con due barbe (The man with two beards)
  - La canzone dei pesci volanti (The song of the flying fish)
  - L'attore e l'alibi (The actor and the alibi)
  - La sparizione di Vaudrey (The vanishing of Vaudrey)
  - Il peggior crimine del mondo (The worst crime in the world)
  - La Luna Rossa di Meru (The Red Moon of Meru)
  - Il luttuoso signore di Marne (The chief mourner of Marne)
  - Il segreto di Flambeau (The secret of Flambeau)
- Lo scandalo di padre Brown (The scandal of Father Brown, 1935)
  - Lo scandalo di padre Brown (The scandal of Father Brown)
  - Lo Svelto (The Quick One)
  - La maledizione del libro (The blast of the book)
  - L'Uomo Verde (The Green Man)
  - L'inseguimento del signor Blue (The pursuit of mr. Blue)
  - Il crimine del comunista (The crime of the communist)
  - La punta di uno spillo (The point of a pin)
  - Il problema insolubile (The insoluble problem)
  - Il vampiro del villaggio (The vampire of the village)
  - L'affare Donnington (The Donnington affair) (scritto con Max Pemberton)
  - La maschera di Mida (The mask of Midas)

## Il "Chesterbelloc"
Chesterton è stato spesso associato all'amico poeta e saggista Hilaire Belloc, con cui condivideva sia la fede cattolica che la critica nei confronti del capitalismo e del socialismo, a cui opponevano il distributismo. George Bernard Shaw coniò il nome "Chesterbelloc" in un articolo del 1908 della rivista The New Age per indicare in maniera spregiativa i due scrittori. Il sodalizio umano e professionale non venne meno che alla morte di Chesterton.

## Accuse di antisemitismo
Sia Chesterton sia Belloc sono stati spesso accusati di antisemitismo.
In alcune opere di Chesterton, dei personaggi letterari sembrano manifestare opinioni antisemite: ad esempio nel romanzo L'osteria volante, nella raccolta di racconti L'uomo che sapeva troppo e in alcuni dei racconti di padre Brown quali ad esempio Il duello del dottor Hirsh. Ne L'osteria volante la Germania —rappresentata come potenza ostile e priva di scrupoli— parla per bocca di un ambasciatore cinico, spietato e calcolatore, di cui si lascia intendere l'origine ebraica. In un racconto (La torre del tradimento nell'antologia L'uomo che sapeva troppo) il personaggio che svolge il ruolo di deus ex machina sostiene la seguente tesi: «è anche vero che gli ebrei hanno tessuto su tutte queste nazioni una rete internazionale, che è anche del tutto antinazionale. Per quanto possa essere inumana la loro usura e la loro oppressione dei poveri, non sono mai così inumani come quando diventano degli umanitari idealisti». In un altro racconto (Il pozzo senza fondo, incluso nell'antologia già citata), il personaggio principale e deus ex machina Horne Fisher, presentato come investigatore che opera essendo al corrente dei retroscena della politica estera inglese, a un certo punto si sfoga nel seguente modo: «È già troppo brutto che una banda di maledetti finanzieri ebrei ci abbia spediti qui, dove non c'è nessun interesse inglese da servire [...]».
Chesterton rigettò ogni accusa di antisemitismo e fu un oppositore della politica antiebraica di Hitler: nel 1934, dopo che Adolf Hitler ebbe preso il potere, scrisse:
A proposito dei rapporti tra lo scrittore e gli ebrei, Maisie Ward, autrice di una delle prime biografie su Chesterton, ha scritto:
Nel 2008 la Società Chestertoniana Statunitense ha pubblicato, «dopo anni di riflessione», un doppio numero speciale del suo periodico Gilbert dedicato a discutere la questione del presunto antisemitismo di Chesterton. Il presidente Dale Ahlquist, studioso di Chesterton di fama mondiale, sintetizza il suo parere nell'editoriale introduttivo:
[...] L'effetto dell'accusa [di antisemitismo] è semplice: in quattro e quattr'otto si mette da parte Chesterton senza che lui o il suo pensiero siano mai nemmeno presi in considerazione. Il dibattito è concluso prima d'iniziare. E nessuna difesa e nessun difensore sembrano poter togliere l'etichetta una volta che è stata appiccicata. [...] Che cosa significa che rigettò l'accusa di antisemitismo? Significa che o stava mentendo o era un illuso o stava dicendo la verità. Se stava mentendo, quali sono le prove? Qualche frammento poetico citato fuori contesto? Se era un illuso, come si spiega la stupefacente lucidità del suo pensiero su praticamente ogni altra cosa? E se non stava mentendo né era un illuso, allora stava dicendo la verità, e da molto tempo è venuta l'ora di smettere di diffamarlo col velenoso titolo di antisemita. [...]»
(D. Ahlquist, Chesterton and Anti-Semitism: A Personal Reflection, pp. 6–7 in Gilbert Magazine, vol. 12, numero speciale 2&3, novembre-dicembre 2008, American Chesterton Society)

## Chesterton e il cinema
Il personaggio di padre Brown ispirò diverse riuscite opere cinematografiche, tra cui:
- Father Brown, detective, film del 1934, sceneggiato da Chesterton stesso e il cui protagonista fu impersonato da Walter Connolly, attore statunitense di chiare origini irlandesi divo di Hollywood di quegli anni. Flambeau assunse le fattezze di Paul Lukas
- Uno strano detective - Padre Brown (1954), film diretto da Robert Hamer e interpretato da sir Alec Guinness nei panni del prete detective (Guinness, successivamente convertitosi al cattolicesimo, attribuì tale conversione alla conoscenza delle opere di Chesterton)
- I racconti di padre Brown, sceneggiato televisivo italiano diretto da Vittorio Cottafavi, andato in onda alla RAI a cavallo degli anni 1970-1971 in sei puntate, interpretato da Renato Rascel-padre Brown e Arnoldo Foà-Flambeau.

Si ricorda anche una partecipazione di Chesterton stesso come attore a un film del 1914 diretto da Percy Nash e intitolato Rosy Rapture, interpretato insieme a George Bernard Shaw. Lo scrittore stesso poi racconta nella sua autobiografia di una giornata passata a girare un film di cui furono girate alcune esilaranti scene ma mai prodotto, di ambientazione western e con protagonisti, oltre che lui stesso, anche George Bernard Shaw e come regista ed organizzatore James Matthew Barrie, il creatore di Peter Pan.

## Chesterton e l'Italia
Chesterton amò molto l'Italia. Definì gli italiani "a nation of gentlemen". Oltre a esservisi recato più volte nella sua vita, vi trovò molto presto un suo pubblico, grazie anche alle primissime traduzioni delle sue opere come Le avventure di un uomo vivo e la serie di padre Brown. A lanciarlo fu il giornalista e critico Emilio Cecchi, che pubblicò alcuni articoli di Chesterton nella rivista La Ronda, lo tradusse e lo intervistò e incontrò almeno tre volte (due in Inghilterra, nella sua Beaconsfield, e una a Roma). Alcuni suoi articoli furono pubblicati su Il Frontespizio, e fu recensito da Giovanni Battista Montini (il futuro papa Paolo VI).
Chesterton, che era un giornalista, in uno dei suoi viaggi in Italia ebbe modo di intervistare Benito Mussolini, il quale dichiarò di aver letto alcune sue opere e di aver apprezzato L'uomo che fu Giovedì. Il resoconto di quest'incontro si trova nel suo libro La Resurrezione di Roma.
La Società Chestertoniana italiana si occupa di divulgare l'opera dell'autore.

## Opere

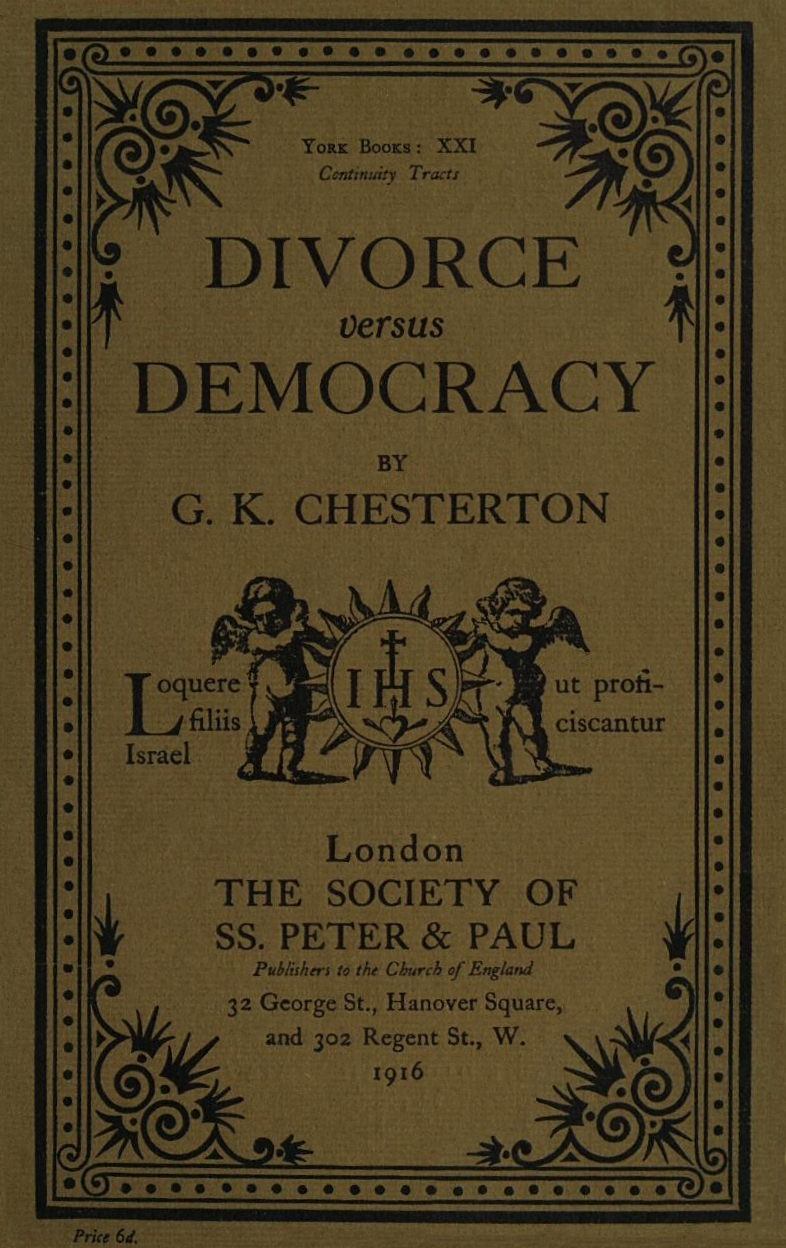
Copertina di Divorce versus democracy (Divorzio contro la democrazia), 1916

Di seguito un elenco parziale di opere:
- L'imputato (The Defendant, 1901), Torino, Lindau, 2011
- Il Napoleone di Notting Hill (The Napoleon of Notting Hill, 1904), Torino, Lindau, 2010
- Il club dei mestieri stravaganti (The Club of Queer Trades, 1905), Parma, Guanda, 1987
- Eretici (Heretics, 1905), Torino, Lindau, 2010
- L'uomo che fu Giovedì (The Man Who Was Thursday, 1908), Torino, Lindau, 2014
- Ortodossia (Orthodoxy, 1908), Torino, Lindau, 2010
- La sfera e la croce (The Ball and the Cross, 1909), Morganti Editori, 2010
- Ciò che non va nel mondo (What's Wrong With the World, 1910), Torino, Lindau, 2011
- L'innocenza di padre Brown (The Innocence of Father Brown, 1911), Agenzia Libraria Editrice, 2004
- La ballata del Cavallo Bianco (The ballad of the White Horse, 1911), Rimini, Raffaelli, 2009
- Le avventure di un uomo vivo (Manalive, 1912), Casale Monferrato, Piemme 1997
- L'osteria volante (The Flying Inn, 1914), Milano, Bompiani, 2007, ISBN 88-452-5950-1
- La saggezza di padre Brown (The Wisdom of Father Brown, 1914), Milano, Rizzoli 1996
- I delitti dell'Inghilterra (The Crimes of England, 1916), Rimini, Raffaelli, 2011
- L'utopia degli usurai (Utopia Of Usurers, 1917), Excelsior
- La superstizione del divorzio (The Superstition of Divorce, 1920), Cinisello Balsamo, San Paolo, 2011
- La nuova Gerusalemme (The New Jerusalem, 1920), Torino, Lindau, 2011
- La serietà non è una virtù (The Uses of diversity - A book of essays, 1921), Torino, Lindau, 2011
- Gli alberi dell'orgoglio (The Trees of Pride, 1922), Parma, Nuova Editrice Berti, 2013
- L'uomo che sapeva troppo (The Man Who Knew Too Much, 1922), Torino, Lindau, 2015
- Eugenetica e altri malanni (Eugenics and Other Evils, 1922), Siena, Cantagalli, 2008
- Quello che ho visto in America, (What I saw in America, 1922) Torino, Lindau, 2011
- San Francesco d'Assisi (St. Francis of Assisi, 1923), Torino, Lindau, 2008
- La fine della strada romana (The End of the Roman Road, 1924), Rimini, Raffaelli, 2010
- L'uomo eterno (The Everlasting Man, 1925), Rubbettino, 2008
- Il profilo della ragionevolezza (The Outline of Sanity, 1926), Torino, Lindau, 2011
- L'incredulità di padre Brown (The Incredulity of Father Brown, 1926), Casale Monferrato, Piemme, 1998
- La Chiesa cattolica (The Catholic Church and Conversion, 1926), Torino, Lindau, 2010
- Il segreto di padre Brown (The Secret of Father Brown, 1927), Casale Monferrato, Piemme, 1999
- Il ritorno di don Chisciotte (The Return of Don Quixote, 1927), Santa Marizza di Varmo, Morganti, 2012
- Il poeta e i pazzi (The Poet and the Lunatics, 1929), Milano, Bompiani, 2010
- Perché sono cattolico (e altri scritti)[47] (The Thing: Why I am a Catholic, 1929), Gribaudi, 1994
- La risurrezione di Roma (The Resurrection of Rome, 1931), Milano, Jaca Book, 1990
- Il racconto del mondo. Chaucer e il medioevo (Chaucer, 1932), Torino, Lindau, 2012
- San Tommaso d'Aquino (St. Thomas Aquinas: The Dumb Ox, 1933), Torino, Lindau, 2008
- Il pozzo e le pozzanghere (The Well and the Shallows, 1935), Torino, Lindau 2012
- Lo scandalo di padre Brown  (The Scandal of Father Brown, 1935), Casale Monferrato, Piemme, 1999
- La letteratura inglese e la tradizione latina (1935), Rimini, Raffaelli, 2009
- I paradossi del Signor Pond (The Paradoxes of Mr. Pond, 1936), Torino, Lindau, 2011
- Autobiografia (Autobiography, 1936), Torino, Lindau, 2010
- Come si scrive un giallo, Palermo, Sellerio, 2002
- L'uomo comune (The Common Man, 1950), Torino, Lindau, 2011
- Politica, con un saggio in appendice di Orazio Maria Gnerre, Milano, NovaEuropa Edizioni, 2017
- Summa Chesterthelogica, Macerata Feltria, Casa Editrice Guerrino Leardini & Centro Missionario Francescano Società Chestertoniana Italiana, 2020